# Robert Roy MacGregor
Robert Roy MacGregor,  um anglicismo para o gaélico Raibeart Ruadh ou Robert Vermelho ou Ruivo, (Glengyle, Stirling, 1671 – Glen Shira, 28 de Dezembro de 1734), mais conhecido por apenas Rob Roy, do clã MacGregor, foi um rebelde jacobita escocês cuja vida lendária o transforma num salteador muito popular, do tipo do inglês Robin dos Bosques ou do português Zé do Telhado, num fora-da-lei que roubava dos ricos (governo) para dar aos pobres.
Era filho de Donald MacGregor e de Margaret Campbell. Casou com Maria Robert MacGregor de Comar de que teve quatro filhos: Randall, Coll, Tiago e Robert. Mais tarde, o casal terá adoptado Duncan, um primo.
Tal como quase todo o católico da Terras Altas da Escócia, terá aderido aos Levantes jacobitas para restituir o seu reino aos Stuarts e esteve presente em vários confrontos nomeadamente na Batalha de Glen Shiel que tomou uma da chefias.
Ao voltar derrotado e depois das suas terras terem sido expropriadas é que se torna num bandoleiro e onde os alvos terão sido naturalmente os vencedores que tanto mal lhe terão feito, a si e à sua família.
Como depois se tornou um verdadeiro perigo para o nascimento de uma Grã-Bretanha inglesa e protestante, uma fonte de problemas políticos, mais ainda porque Daniel Defoe (autor de Robinson Crusoe), que estava na Escócia em 1723, escreveu um relato romanceando as suas aventuras, num artigo intitulado "Highland Rogue", rapidamente passou a uma lenda e um herói para os clãs, de modo que o rei, George I, não teve outra escolha senão a de perdoá-lo. Nessa altura, em 1727, voltou para casa para sua família e seus últimos dias foram gastos de forma pacífica.

## Curiosidades
A sua vida foi uma fonte de inspiração para o romance Rob Roy (1817), escrito por Sir Walter Scott, e um outro filme com mesmo título de Rob Roy e ainda outro Rob Roy, the Highland Rogue, ambos realizados nos Estados Unidos mas o último com colaboração na Grã-Bretanha. Há igualmente, desde 1894, uma bebida de coquetel com o seu nome. E não falta nas Ilhas Salomão, na Província de Choiseul, uma ilha assim também chamada.